# Håkon Austbø

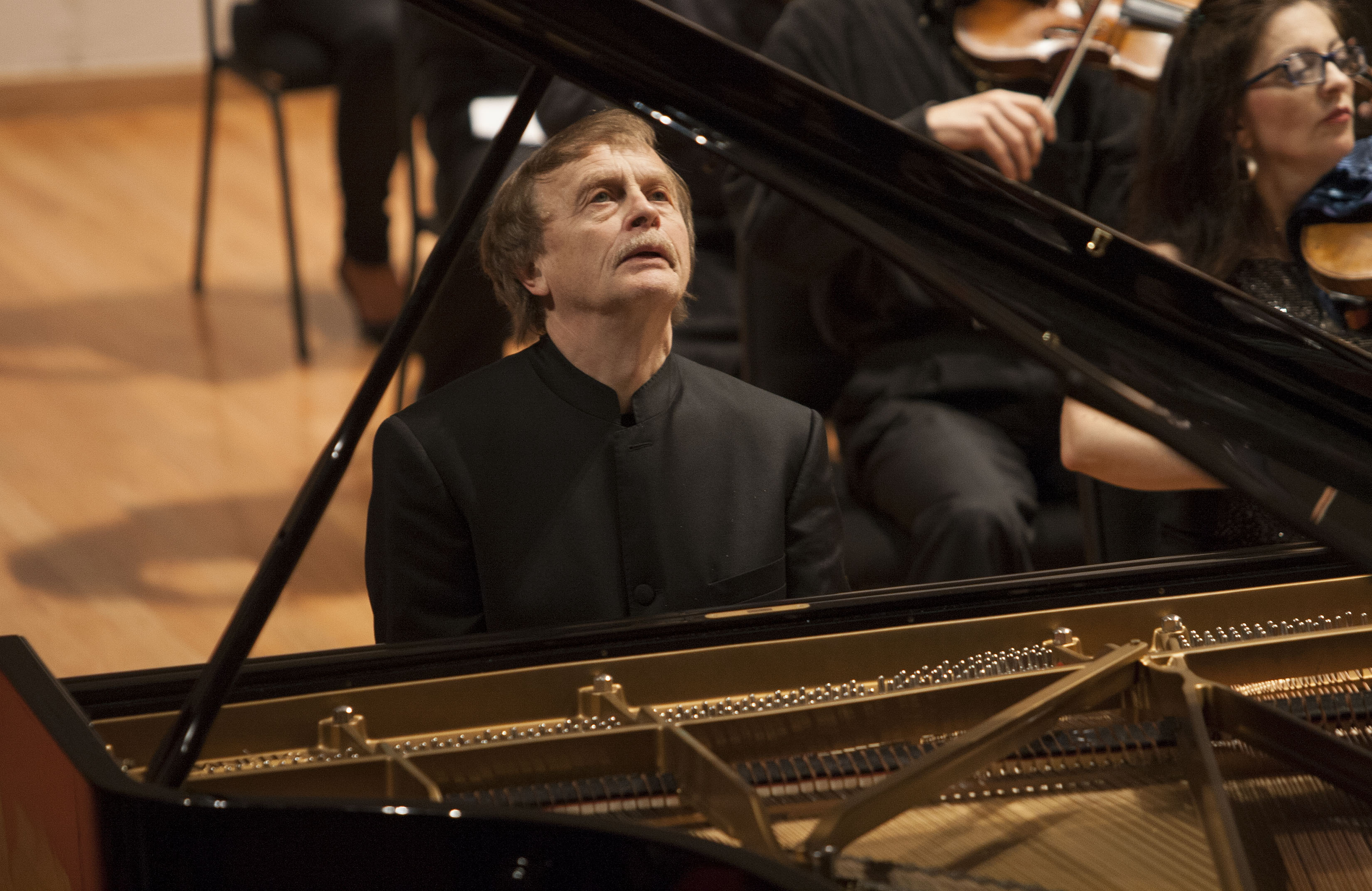
Håkon Austbø, 2015

Håkon Austbø (* 22. Oktober 1948 in Kongsberg) ist ein norwegischer Pianist und Hochschullehrer.

## Leben
Nach ersten Auftritten in seiner norwegischen Heimat studierte Austbø am Pariser Konservatorium und der dortigen École Normale de Musique. 1970 gewann er zunächst den Concours National de la Guilde Française des Artistes Solistes, 1971 folgte der erste Preis im Olivier-Messiaen-Wettbewerb für zeitgenössische Musik in Royan. Später besuchte er außerdem die Juilliard School in New York City und die Hochschule für Musik München. 1974 erreichte er einen Preis beim internationalen Münchner Wettbewerb (zusammen mit Marina Horak), 1975 schließlich dann auch beim Ravel-Wettbewerb und beim UNESCO-Rostrum Bratislava als Mitglied des Trio du Nord.
Seine Karriere führte Austbø durch Europa, Asien und Amerika, die meiste Zeit verbrachte er aber in den Niederlanden. Im Jahre 1989 erhielt er den Preis der norwegischen Musikkritiker, wurde 1992 zum Künstler des Jahres ernannt und 2003 mit dem Grieg-Preis ausgezeichnet. Inzwischen hat er den Lehrstuhl für Klavier an der Universität Stavanger inne. Des Weiteren bemüht er sich im von ihm initiierten LUCE-Projekt um eine besondere Farbrealisation von Skrjabins Prometheus.

## Diskografie
Besondere Anerkennung erlangte Austbø durch seine Einspielungen von Werken Messiaens und Skrjabins. So gewann er 1998 für seine Interpretation des Catalogue d’oiseaux den Edison-Preis. Diverse Einspielungen beider Komponisten wurden mit dem Spellemannprisen ausgezeichnet, darunter das komplette Sonatenwerk Skrjabins. Unter den weiteren Aufnahmen Austbøs befinden sich das komplette Klavierwerk Debussys, Janáčeks, Saties und Griegs sowie Werke von Schumann, Brahms, Schat, Boucourechliev, Hedstrøm, Boulez, Racot, Tveitt, Thommessen und vielen anderen.